# Ulpia Severina
 (décembre 2023).
Ulpia Severina, ou Séverine, est une impératrice romaine de la deuxième moitié du IIIe siècle, épouse de l'empereur Aurélien. Elle porte brièvement le titre d’impératrice, puis de régente.

## Biographie
On ne connaît pas vraiment ses origines. Peut-être était-elle la fille (nommée Severina) de Philippe l'Arabe et d'Otacilia Severa, peut-être aussi était-elle liée à cet Ulpius Crinitus mentionné seulement dans l'Histoire Auguste : selon celle-ci, Marcus Ulpius Crinitus était un personnage important, consul suffect en juin 257, protecteur d'Aurélien. Cependant il est fort probable que ce personnage soit fictif et destiné à relier Aurélien à l'empereur Trajan (Marcus Ulpius Trajanus), idéal de Rome en ces temps de crise. Elle pourrait être la fille de Zénobie, donc ont sait grâce à Jean Zonaras, qu'elle épousa Aurelien[pas clair].
Elle n'est en fait connue que par les monnaies sur lesquelles elle figure avec son mari ; ces nouvelles monnaies sont issues de la réforme monétaire d'Aurélien, dites aureliani. En 274 (sans doute vers septembre-octobre), à l'occasion du triomphe d'Aurélien sur Palmyre et sur l'Empire des Gaules, elle fut élevée au rang d'Augusta, ce qui explique son apparition sur les monnaies, où elle est accompagnée en outre du titre de mater castrorum et senatus et patriae que les impératrices séveriennes et Otacilia Severa avaient déjà porté. Séverine jouait sans doute un rôle important aux côtés d'Aurélien, comme soutien et comme représentation politique. On sait la conception presque divine qu'Aurélien voulait montrer du Principat, et il est possible qu'il ait eu l'intention de fonder une nouvelle dynastie.
Le rôle de Séverine grandit encore après la mort d'Aurélien en septembre-octobre 275, quand la confusion causée par son assassinat mit le Sénat dans l'embarras pour choisir un successeur. Séverine, de façon certaine, assura une sorte d'interrègne pendant quelques mois (peut-être deux, il y eut une ou deux émissions de monnaies sur lesquelles elle figure seule), avant de laisser la place à Tacitus en novembre-décembre 275. Elle est donc peut-être la seule femme à avoir régné seule sur l'Empire romain.